# Sequestros em Israel pelo Hamas em 2023

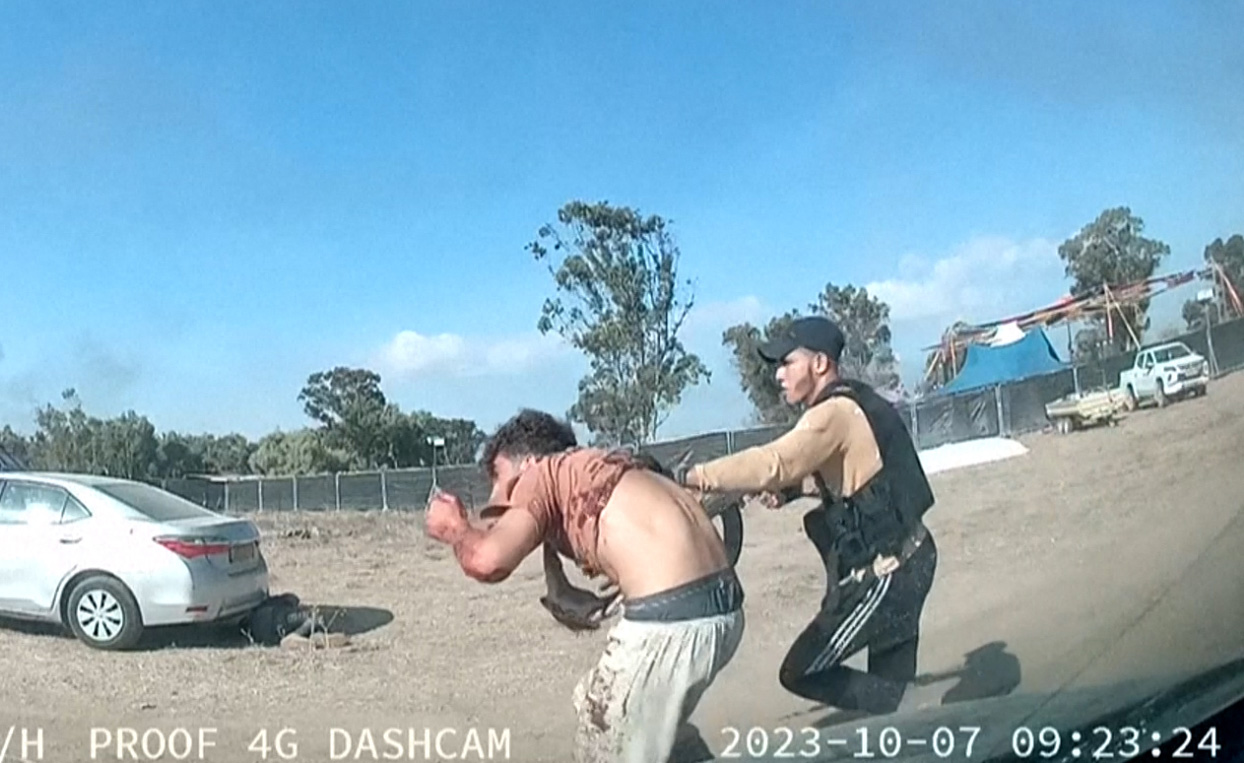
Civil israelense sendo sequestrado por militante do Hamas durante o massacre no festival de música de Re'im, parte dos ataques de 7 de outubro de 2023

Em 7 de outubro de 2023, como parte do ataque surpresa a Israel que despoletou a Guerra Israel-Hamas, militantes do Hamas sequestraram cerca de 150 pessoas para a Faixa de Gaza. A maioria dos cativos eram civis israelenses, com um número menor de soldados e estrangeiros. Os cativos estão sendo mantidos em diferentes locais na Faixa de Gaza.

## Antecedentes
Na manhã de 7 de outubro de 2023, por volta das 6h30, o Hamas lançou um ataque a Israel a partir de vários locais em sua fronteira com a Faixa de Gaza. O ataque incluiu infiltração terrestre e motorizada em território israelense, ataques a bases das Forças de Defesa de Israel (IDF) e trocas de tiros com as forças de segurança, massacres e tiroteios contra civis israelenses, tomadas de assentamentos e instalações militares. A atividade militar terrestre foi combinada e apoiada por intensos disparos de foguetes maciços e contínuos, com milhares de foguetes sendo lançados.

## Sequestros
Por volta das 7:00 da manhã, militantes do Hamas invadiram muitos assentamentos e kibutzim na região de Gaza, no sul de Israel, realizando massacres em Nahal Oz, Holit, Nir Oz, Netiv HaAsara, Be'eri, Kfar Aza e também em um festival de música perto de Re'im, onde pelo menos 260 pessoas foram assassinadas, em um evento descrito como "o maior ataque terrorista de sua história". Em várias dessas localidades, os militantes sequestraram civis, incluindo idosos, mulheres e crianças, levando-os como reféns para Gaza. De acordo com o Washington Post, evidências em vídeo mostram que alguns dos reféns foram executados após serem capturados pelos militantes.
De acordo com declarações do Hamas e da Jihad Islâmica Palestina, durante o ataque aos assentamentos da região de Gaza, cerca de 130 cidadãos e soldados foram sequestrados. Alguns dos sequestrados são estrangeiros, incluindo cidadãos dos Estados Unidos, Reino Unido, Alemanha e Rússia. Onze cidadãos tailandeses que trabalhavam em estufas na região de Gaza também foram sequestrados. A Itália anunciou que dez de seus cidadãos foram sequestrados para Gaza, incluindo um bebê de um ano.
Um dos casos de sequestro mais conhecidos envolve o sequestro de Avinathan Or e Noa Argamani, que participaram da festa de trance perto de Re'im e foram filmados sendo levados pelos militantes para Gaza, após mensagens de WhatsApp que eles enviaram pedindo ajuda a partir das 8h10 serem expostas.
As imagens em vídeo mostram diversos civis feitos reféns, incluindo uma idosa e uma mulher germano-israelense que foi sequestrada durante o massacre do festival de música de Re'im e ganhou notoriedade pública em um vídeo que mostrava os palestinos exibindo seu corpo quase nu em um carro.
Em 17 de outubro, o tio de Celeste Fishbein afirmou que a vítima israelense de 18 anos, que é a filha e neta de brasileiros sequestrada pelo Hamas em Gaza, foi encontrada morta.

## Consequências
Na noite de domingo, 8 de outubro, as famílias dos sequestrados e desaparecidos realizaram uma conferência de imprensa, exigindo que o governo iniciasse negociações contínuas com as famílias e realizasse uma operação para trazer os desaparecidos de volta, nomeasse alguém para manter contato contínuo com as famílias, envolvesse imediatamente o presidente turco Erdogan, o príncipe herdeiro saudita Mohammed bin Salman e o presidente egípcio El-Sisi para liberar os reféns. O governo nomeou Gal Hirsch para ser responsável pelo assunto.
Mansour Abbas, líder do partido Ra'am, afirmou em uma entrevista à Kan 11 que "apela à liderança de todas as facções palestinas para demonstrar uma posição moral e humana que reflita os valores do Islã e para liberar imediatamente todos os sequestrados, reféns e prisioneiros de guerra".